# Digman Meynaert
Digman Meynaert, ook Digman, Dyneman, of Diggemans Meyn(n)aart (16e eeuw) was een Zuid-Nederlandse glazenier, werkzaam in Antwerpen.

## Biografische aantekeningen
Meynaert was in de periode tussen 1525 en 1574 werkzaam als glazenier in Antwerpen. Hij werd in 1534 ingeschreven als meester glasschrijver in de "Liggeren" van het Antwerpse Sint-Lucasgilde. Hij vervaardigde in zijn werkzame periode als glasschilder ook buiten Antwerpen, voor diverse Noord-Nederlandse kerken, gebrandschilderde glazen. In 1555 maakte hij een gebrandschilderd glas voor de Mariakapel in de Oude Kerk in Amsterdam, met afbeeldingen van de annunciatie en de visitatie. In de jaren 1559 tot 1562 maakte hij drie gebrandschilderde glazen in de Goudse Sint-Janskerk. Van zijn hand zijn de glazen met de aankondiging van de geboorte van Johannes de Doper, de geboorte van Johannes de Doper en Christus onder de schriftgeleerden. De werktekeningen (de zogenaamde cartons) werden gemaakt door Lambert van Noort. Een van de portretten, van de abt Petrus van Suyren werd gemaakt naar een door Wouter Crabeth in het klooster Mariënweerd gemaakt portret van deze abt. De glazen werden door Meynaert in Antwerpen gemaakt en werden vervolgens per schip naar Gouda vervoerd. De glazen kwamen in Gouda per schip aan in de Haven en werden met behulp van een kraan aan de zijde van de Oosthaven gelost en naar de kerk gebracht. In 1561 kwam het door Meynaert, in opdracht van de abt van Mariënweerd, Petrus van Suyren, gemaakte glas met de voorstelling van de twaalfjarige Jezus in de tempel (Christus onder de schriftgeleerden) in Gouda aan en werd voor zes stuivers gelost en naar de kerk gebracht.
- RKD-Nederlands Instituut voor Kunstgeschiedenis: 279709
- Union List of Artist Names: 500252126
- Virtual International Authority File: 144159221